# Ten cały musical
Ten cały musical – audycja Programu II Polskiego Radia, prezentująca muzyczne i teatralne aspekty światowych musicali, przemiany gatunkowe, zaangażowanie społeczne, wpływ na kulturę popularną, a także najwybitniejszych twórców z Broadwayu i West Endu, ale także innych krajów.
Trzech teatrologów zajmujących się musicalem – Jacek Mikołajczyk, Piotr Sobierski (od 2017 roku) i Marcin Zawada – prezentuje historyczne oraz najnowsze nagrania muzyczne, przeplatając je informacjami historycznymi, dyskograficznymi, wywiadami z twórcami i anegdotami.
Audycja nadawana była do marca 2022 roku (174 wydania), a następnie od czerwca 2024 roku (prowadzący: Marcin Zawada). 
W 2023 roku ukazała się książka "Ten cały musical" autorstwa Mateusza Borkowskiego, Jacka Mikołajczyka i Marcina Zawady. 